# Austrochorema spinosum
Austrochorema spinosum är en nattsländeart som beskrevs av Arturs Neboiss 1962. Austrochorema spinosum ingår i släktet Austrochorema och familjen Hydrobiosidae. Inga underarter finns listade i Catalogue of Life.